# 어스튜트급 잠수함
어스튜트급 잠수함은 2010년 기준으로 영국의 최신형 공격형 핵잠수함(SSN)이다. 21인치 어뢰관 6문을 통해 어뢰와 토마호크 미사일을 발사한다. 90일치 식량을 탑재하고 25년간 연료공급이 필요없으며 물과 공기를 내부에서 자체생산한다. 총 7척을 계획하여 현재 4척이 건조중이거나 진수되었다. 2010년 8월 27일 1번함 어스튜트함이 취역했다.

## 함번
- HMS 어스튜트
- HMS 앰부시
- HMS 아트풀, 기공식 2005년 3월 11일, 진수식 2014년 5월 17일, 취역 2015년 3월 18일
- HMS 어데셔스, 기공식 2009년 3월 24일, 진수식 2017년 4월 28일, 취역 2020년 4월 3일
- HMS 앤손
- HMS 앰부시
- HMS 애진코트, 기공식 2018년 5월, 취역 2026년

## 같이 보기
- 어스튜트급 잠수함 - 2010년 기준 영국의 최신형 공격원잠(SSN)
- 야센급 잠수함 - 2010년 기준 러시아의 최신형 공격원잠(SSN)
- 루비급 잠수함 - 2010년 기준 프랑스의 최신형 공격원잠(SSN)
- 샹급 잠수함 - 2010년 기준 중국의 최신형 공격원잠(SSN)
- 버지니아급 잠수함 - 2010년 기준 미국의 최신형 공격원잠(SSN)